# Transport United
Transport United ist ein Fußballverein aus Thimphu in Bhutan. Aktuell spielt der Verein in der höchsten Liga des Landes, der Bhutan National League. Seine Heimspiele trägt der Verein im Changlimithang-Stadion aus, welches zugleich das Nationalstadion Bhutans ist. Gegründet wurde der Verein im Jahr 2000. Erstmals in der 1. Liga spielte der Verein im Jahr 2003. Fortan dominierte der Verein das Ligageschehen und holte vier Meisterschaften in Folge. 2008 reichte es zuletzt nur zur Vizemeisterschaft. Von 2005 bis 2008 nahm der Verein am AFC President’s Cup teil, kam jedoch nie über die Gruppenphase hinaus. 2017 konnte man erstmal den Meistertitel in der vor fünf Jahren neu gegründeten Bhutan National League gewinnen. Mit diesem Erfolg qualifizierte man sich für den AFC Cup 2018, in der man aber bereits in der ersten Qualifikationsrunde gegen den indischen Vertreter Bengaluru FC mit 0:0 und 0:3 ausschied.

## Vereinserfolge

### National
- A-Division

Meister 2004, 2005, 2006, 2007, 2018
- Bhutan National League

Meister 2017, 2018